# Akanthus (Ornament)

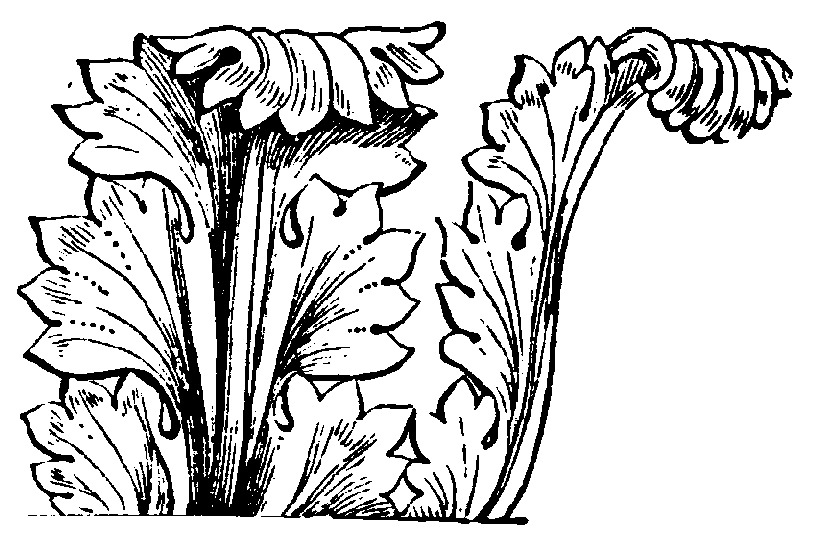
Akanthusblätter. Zeichnung aus dem schwedischen Lexikon Nordisk familjebok, 1876–1899.

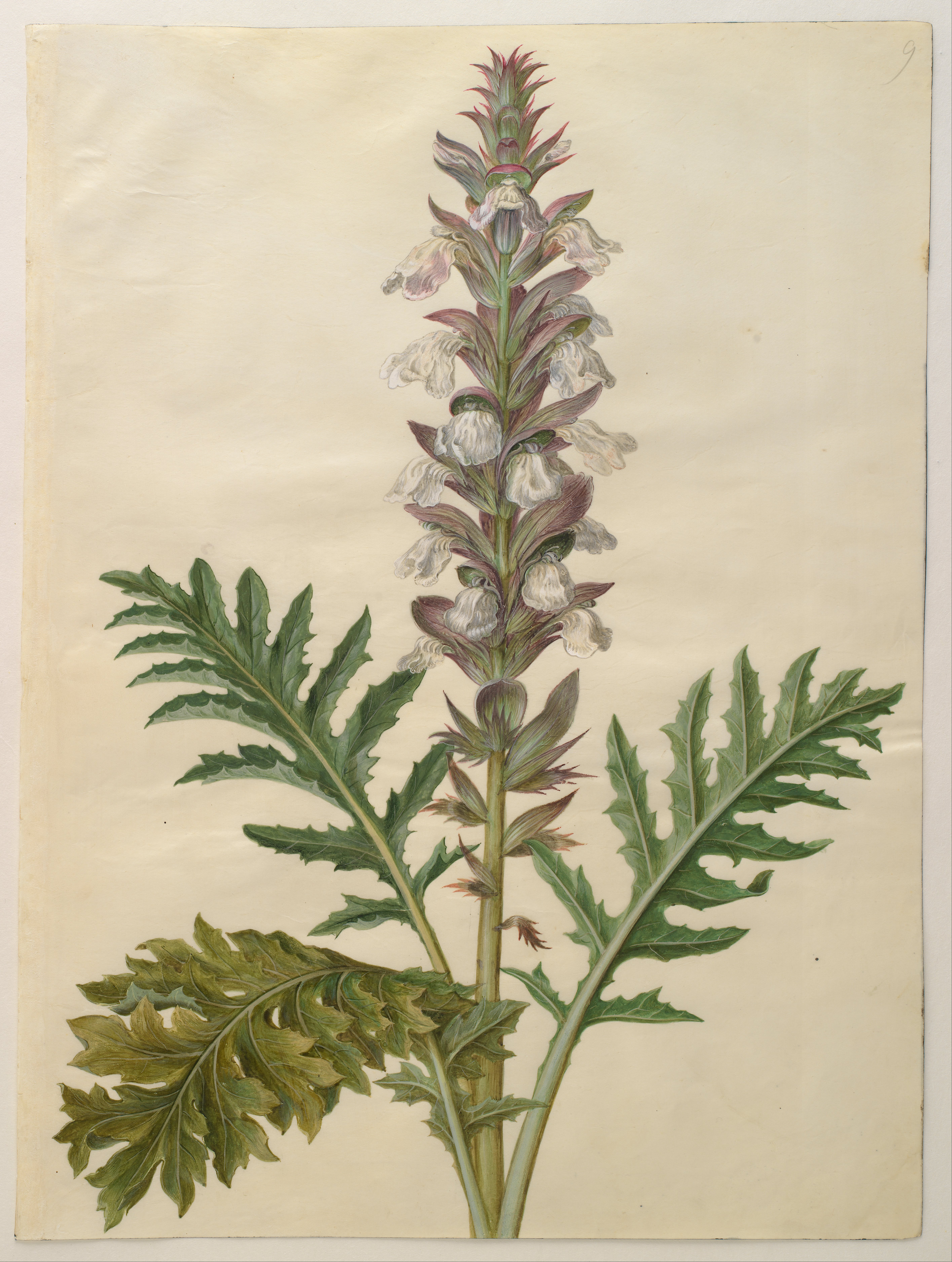
Johannes Simon Holtzbecher: Acanthus mollis, 1671

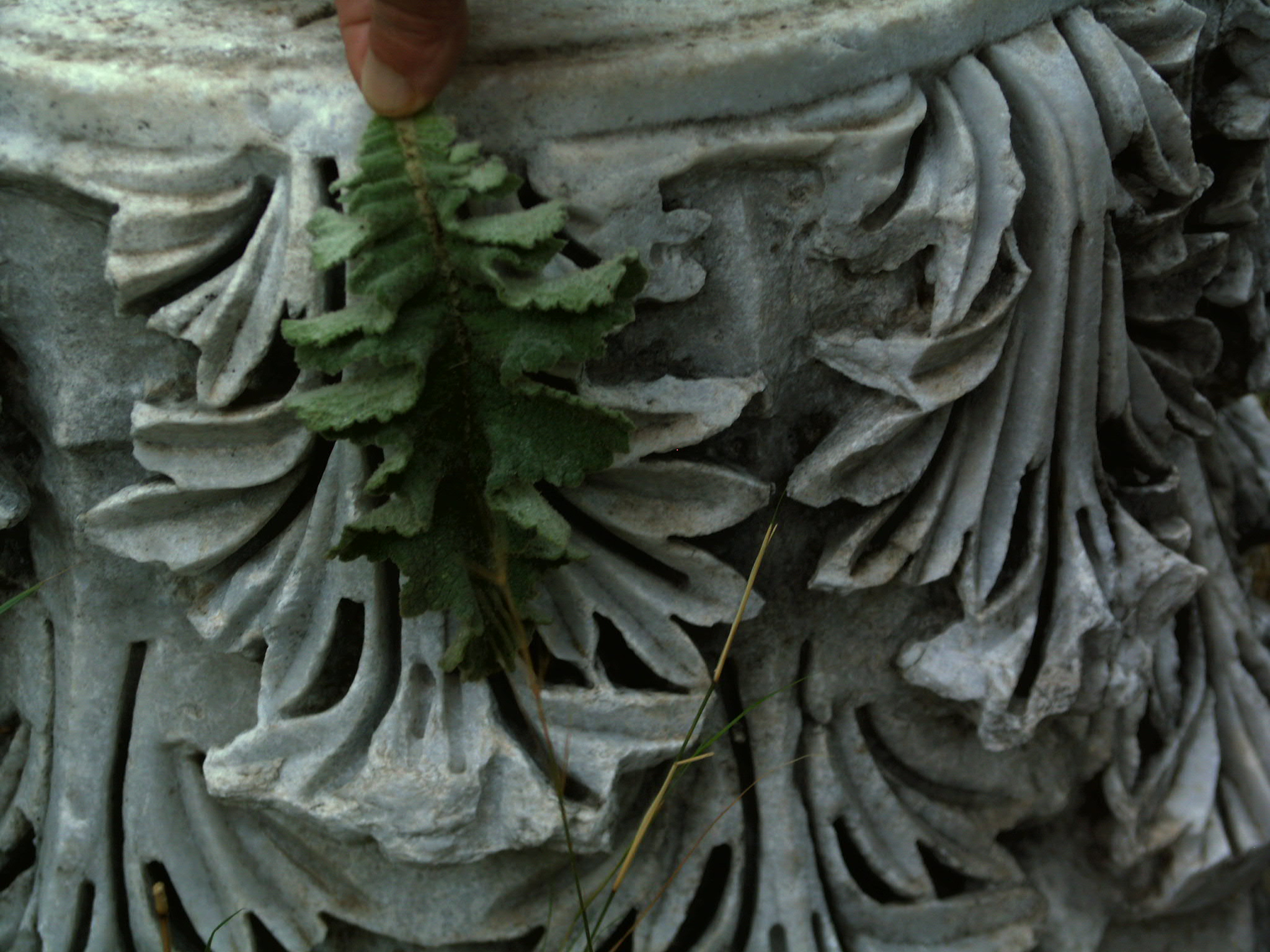
Akanthusblatt am korinthischen Kapitell in Side

Akanthus (Endung latinisiert) oder Akanthos (altgriechisch ὁ ἄκανθος ho akanthos „der Dornige“), häufig auch Akanthuswerk, ist die archäologisch-kunsthistorische Bezeichnung für den Typus eines Ornaments, das die Gestalt der Blätter der gleichnamigen Pflanzengattung in stilisierter Form aufgreift.

## Die Natur als Vorbild: Das Akanthus-Blatt
Das distelartige Akanthus-Blatt  ist ein wiederkehrendes Motiv in der Ornamentik.
Eine Reihe aus Akanthusblättern fügt sich zu einem Akanthusfries. Kreisförmig symmetrisch angeordnete Akanthusblätter bilden eine Akanthusrosette. Eine aus Akanthusblättern zusammengesetzte Ranke heißt Akanthusranke. Dies ist eine freie künstlerische Erfindung, da der natürliche Akanthus keine Ranken treibt, ebenso wenig wie Blumen oder Kelche, die in die Darstellung eingebunden sein können.

## Geschichte und Vorkommensarten
Das Akanthusornament wird bis heute als Schmuckwerk eingesetzt. Je nach Stilepoche variieren die Darstellungsformen. Die frühesten Zeugnisse stammen aus dem 5. Jahrhundert v. Chr.: Das Akanthusblatt ist ein charakteristisches Element der korinthischen Kapitelle.
In Zierarbeiten des Barock erlebte es eine weitere Blüte. Allerdings spricht die Literatur vom 16. bis zum 18. Jahrhundert von Akanthus nur im Zusammenhang mit Kapitellen und verwendet bei anderen Erscheinungsformen des entsprechenden Ornaments den Begriff Laubwerk oder Lauber. Im Frankreich des 18. Jahrhunderts − besonders in der Zeit der Régence − wurde die florale Form häufig mit Bandelwerk verbunden, einem Flächenornament, bei dem die Ranken durch mit Blüten verzierte Linien ersetzt waren. Dies brachte den Sammelbegriff Laub- und Bandelwerk hervor.
Akanthus-Verzierungen finden sich in der Architektur an Säulen, Decken und anderen Gebäudeteilen, aber auch als Rankendekor (Laubwerk bzw. Blattwerk) in der Buchmalerei.
Akanthusaltäre gibt es in Böhmen sowie in der Oberpfalz − dort beispielsweise in den Kirchen von Auerbach, Hemau, Reuth, Poppenreuth und Thumsenreuth. Die wuchernden vergoldeten Ranken umrahmen jeweils Bild- und Figurenmotive. Im Unterschied zu vielen anderen Altären ergibt sich dadurch ein sehr flächiger Gesamteindruck.
Eine frühe Form der laubförmigen Ornamentik ist im Bamberger Dom am Sockel des Bamberger Reiters, der in der ersten Hälfte des 13. Jahrhunderts geschaffen wurde, anzutreffen. Eine Besonderheit bildet das riesige Blatt unter den Vorderhufen des Pferdes, aus dem ein menschliches Gesicht als Blattmaske hervortritt.
Siehe auch →Blattwerk.

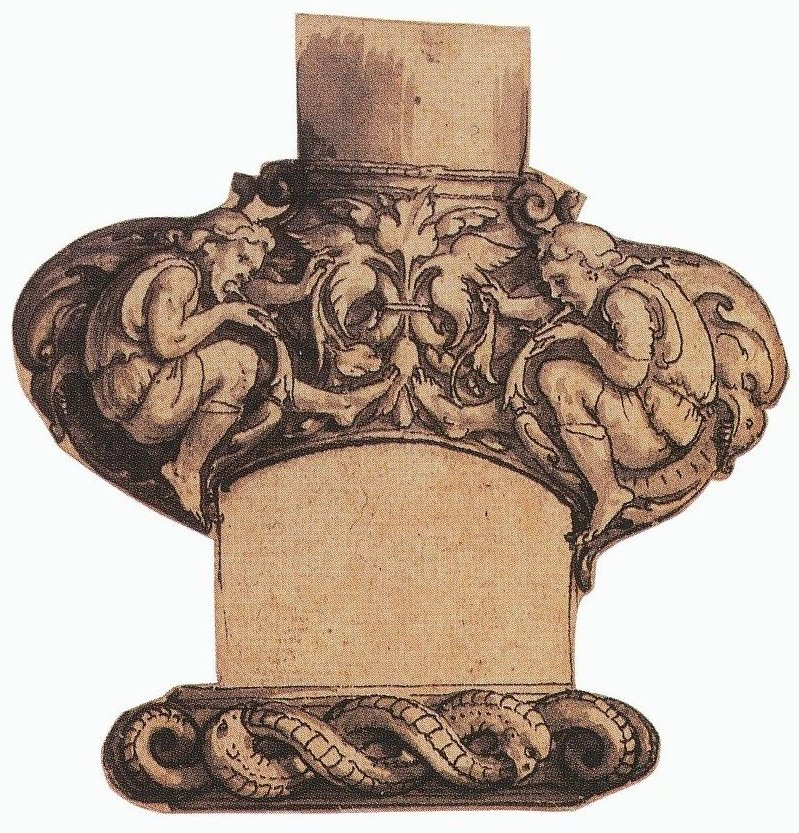
Nierendolch-Handschutz, Entwurf von Hans Holbein dem Jüngeren, 1536–38
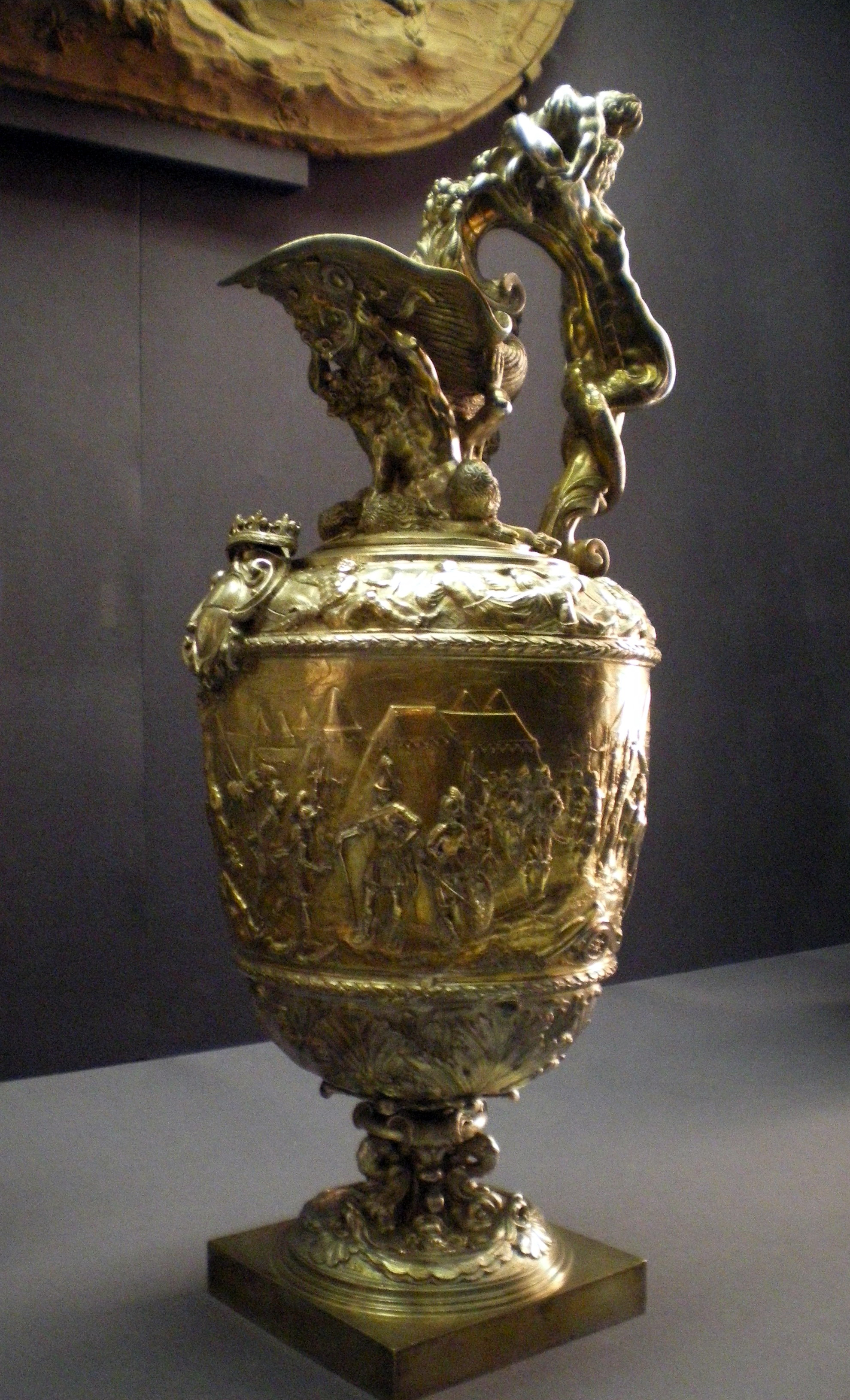
Schmuckelement der Silberschmiedekunst: Der Lomellini-Krug, 1621–22.
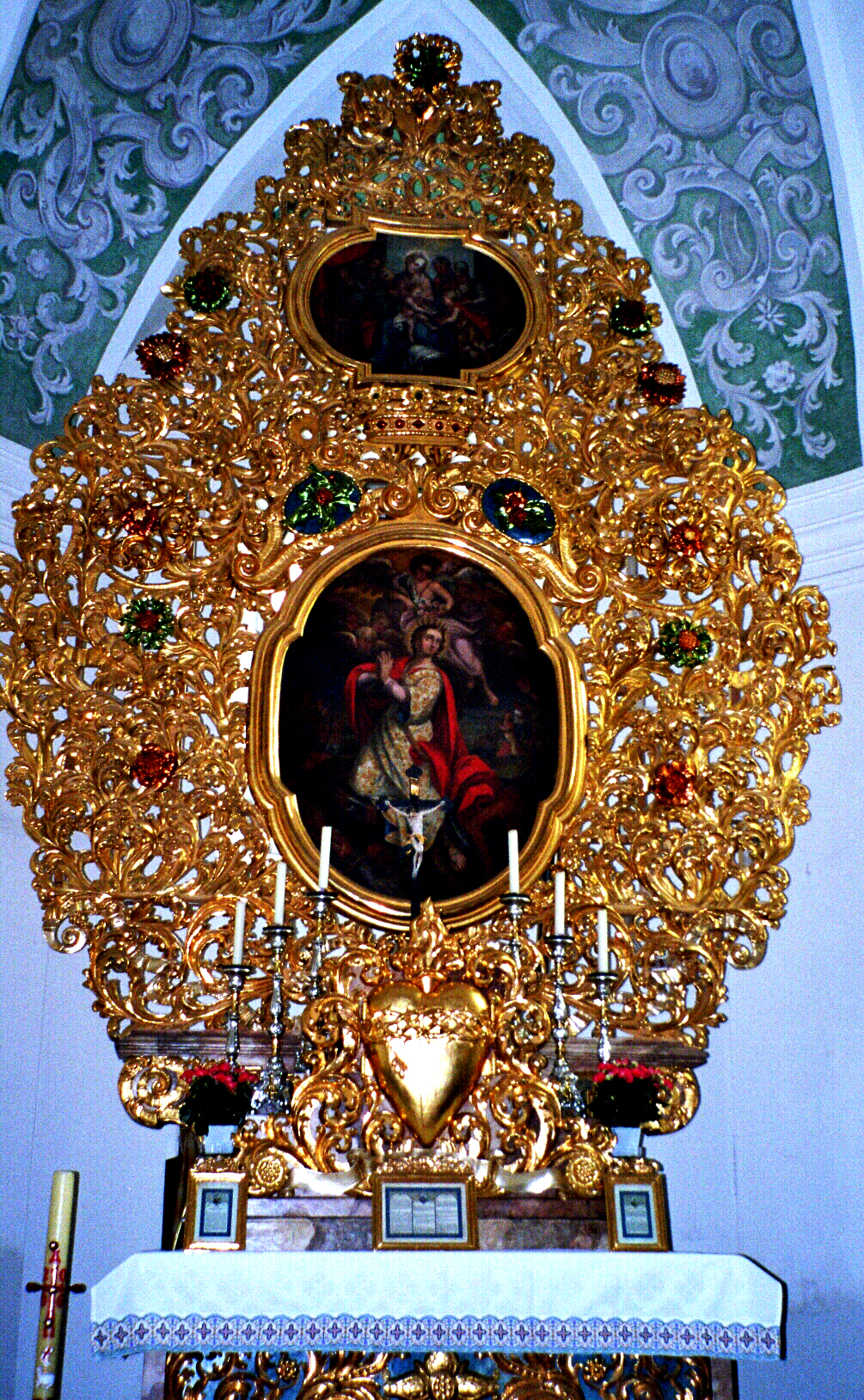
Akanthusaltar von St. Katharina (Reuth), zugeschrieben Johann Christoph Windisch.
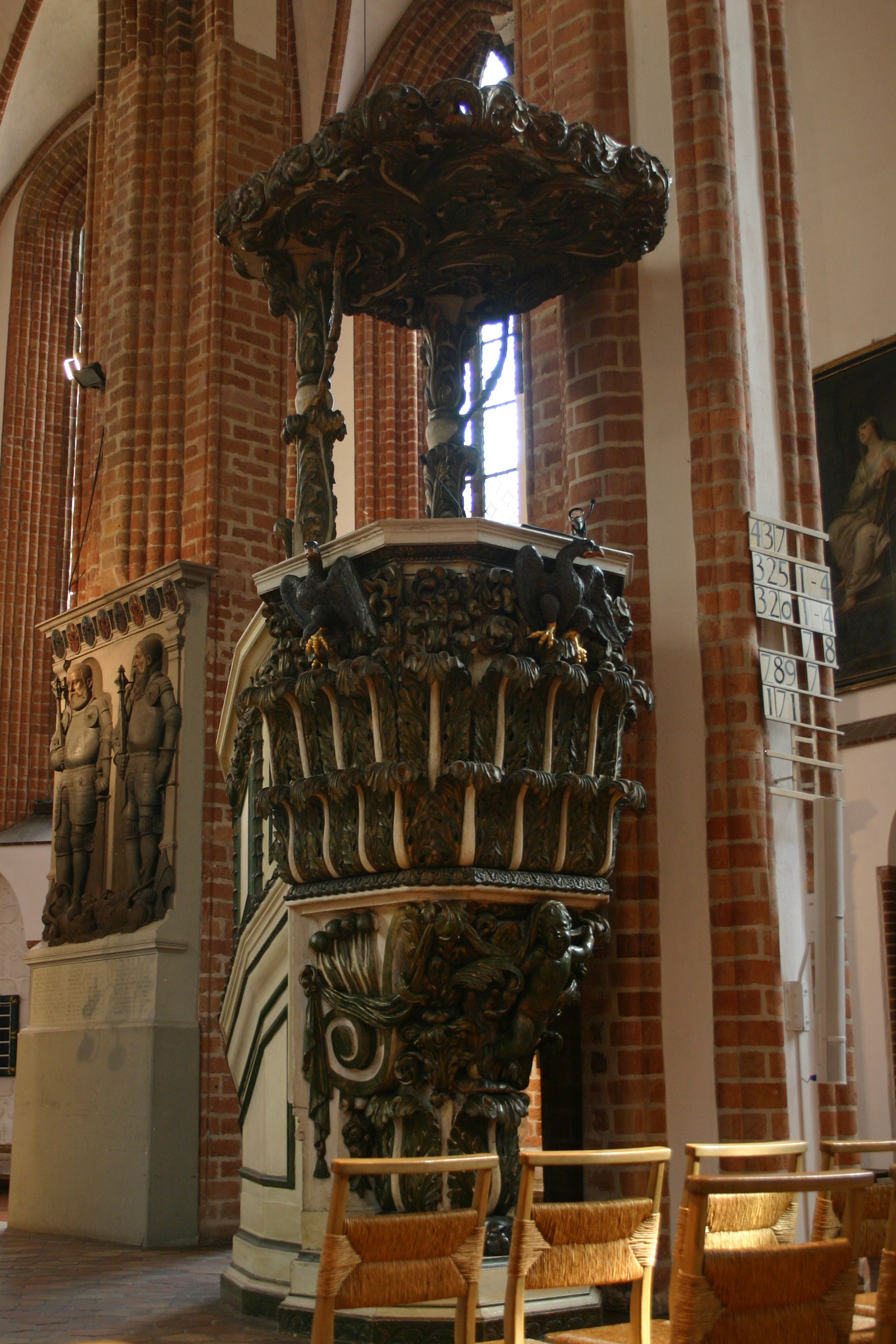
Kanzel von St. Nikolai (Berlin-Spandau), unbekannter Meister des späten 17. Jahrhunderts.
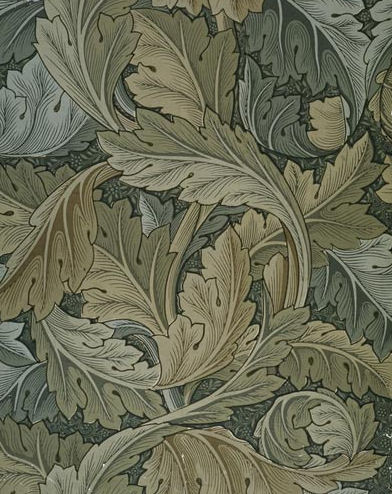
Akanthusmotiv, englische Tapete von 1875, Design: William Morris
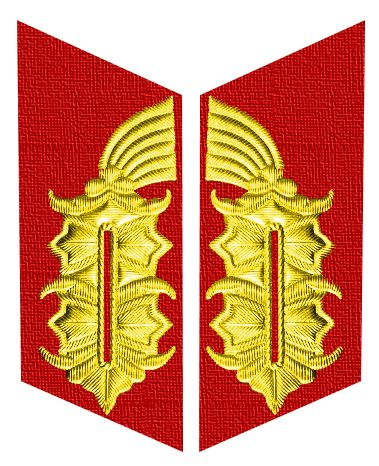
Generalsstickerei der LaSK und des MfS (DDR)
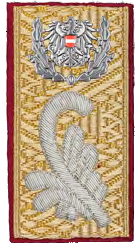
Rangabzeichen eines Landespolizeidirektors der österreichischen Polizei

Das Ornament wurde in der Neuzeit auch häufig auf Möbeln, in der Innendekoration, auf Silberarbeiten, und als Ziermotiv auf Waffen verwendet. Ebenso wird bis in die heutige Zeit bei Rangabzeichen auf entsprechende Formen zurückgegriffen.

## Akanthus auf Porzellan
Der Bildhauer und Modelleur Dominik Auliczek entwickelte in den Jahren 1792 bis 1795 im Auftrag des bayerischen Kurfürsten Karl Theodor nach dem Geschmack des beginnenden Klassizismus ein absolut neuartiges Service im Louis-seize-Stil. Die Stücke des Perl-Services hatten erstmals in der Geschichte der europäischen Porzellanherstellung keine runde, sondern eine zwölfeckige Form. Einzelne in ihrer Funktion besonders hervorgehobene Teile, wie Tassen, Terrinen, Anbieteschalen, sind darüber hinaus mit plastischem Akantus verziert. Dieses Service war bis zum Beginn des 20. Jahrhunderts dem Hause Wittelsbach vorbehalten. Seitdem die Kinder von König Ludwig III. und Erzherzogin Marie Therese es 1918 als Geschenk zur goldenen Hochzeit ihrer Eltern fertigen ließen, ist es auch als das Bayerische Königsservice bekannt. Den Namen Perl trägt es wegen der Umrandung jedes Objekts mit einem feinen Perlstab.